# 诛仙
《誅仙》是由蕭鼎寫作，最早連載於幻剑书盟網站上的一部玄幻小说。在中國大陸由朝華出版社出版，第七本開始轉由花山文藝出版社出版。在台灣由小說頻道出版。在修真玄幻小説中具有較爲嚴肅的情節和感情描寫。

## 角色和设定

### 主要角色
- 张小凡 / 鬼厉。原本是草庙村的一个普通少年，在全村被屠杀后，被青云门收养并拜入大竹峰门下。他天资平平，但因机缘巧合，获得了多种门派的道法与法宝“噬魂”。

- 碧瑶。鬼王之女，个性活泼、坚强。她与张小凡在机缘巧合下相识，并逐渐产生情愫。碧瑶为了救张小凡，使用“痴情咒”牺牲了自己的生命，这一情节成为小说的重要转折点。

- 陆雪琪。青云门小竹峰弟子，天资卓越，冷艳高傲。她使用的法宝是“天琊神剑”，是青云门中年轻一代的佼佼者。她与张小凡在修炼和历险中逐渐产生了复杂的情感。

### 青云门
正道最大门派，历史超过2000年，青云门分为七脉，每一脉都有自己的首座和弟子。

#### 通天峰
青云门的主峰，掌门所在之处。
- 道玄真人：青云门掌门，修为高深，威望极高。他掌管整个青云门，决策重大事务。
- 萧逸才：道玄真人弟子，心思縝密，协助掌门处理青云门大小事务。

#### 龙首峰
剑术最为精湛的一脉。
- 苍松道人：龙首峰首座，掌管青云门门规执行。
- 齐昊：苍松道人的大弟子，资质高超。
- 林惊羽：和张小凡同为草庙村遗孤，资质高超，法宝为斩龙剑。

#### 大竹峰
张小凡所在的分支，以朴实无华的修炼方式著称。
- 田不易：大竹峰首座，身材矮胖，道法高深，外表严厉但内心护短。
- 苏茹：田不易妻子，端庄美丽，外柔内刚，深受弟子敬慕。
- 宋大仁：大弟子，救回张小凡的人，使用大剑十虎。在《诛仙二》中成为大竹峰首座。
- 吴大义：二弟子。
- 郑大礼：三弟子。
- 何大智：四弟子，被称为大竹峰第一精明之人。
- 吕大信：五弟子。
- 杜必书：六弟子，原名杜大书，因赌博嗜好被改名。张小凡来之前掌管厨房事务。
- 田灵儿：田不易与苏茹的女儿，聪颖资质过人，张小凡的暗恋对象，最后嫁给齐昊。
- 张小凡：主角，天资平平的少年，性格倔强坚定。
- 大黄：田不易从小饲养的狗。
- 小灰：张小凡收养的三眼猴子。

#### 小竹峰
只收女性弟子的支脉。
- 水月大师：小竹峰首座，严厉且注重规矩。
- 陆雪琪：女主角之一，天资卓越，冷艳绝伦，使用天琊神剑。是小竹峰最为杰出的弟子之一，与张小凡有深厚情感。
- 文敏：小竹峰弟子，陆雪琪师姐，性格温柔善良，常常关心他人。

#### 风回峰
擅长阵法和炼丹。
- 曾叔常：风回峰首座。
- 曾书书：曾叔常的独子，风回峰弟子，幽默风趣，博闻强识，是张小凡的好友。

#### 朝阳峰
注重修炼速度和效率。
- 商正梁：朝阳峰七代首座。
- 楚誉宏：朝阳峰弟子。

#### 落霞峰
以奇门遁甲和符箓为主要修炼内容。
- 天云道人：落霞峰首座。

#### 祖师祠堂
作为青云门最神圣的场所之一，祠堂内供奉着青云门历代祖师的牌位和遗物，是青云弟子们缅怀先师的地方。
- 万剑一：修为高深的扫地老道，背负着不为人知的沉重命运，100年前曾和道玄真人并驾齐驱。

#### 幻月洞府
青云门禁地，诛仙剑的存放处。

#### 山门
- 水麒麟 (灵尊)，青云山镇山神兽，能嗅到邪魔气息。

### 天音寺
正道的另一大派，1000多年前出现。门人皆为僧侣，修炼佛法和神通，以慈悲为怀，广济天下。
- 普泓：天音寺方丈，四大神僧之首。慈眉善目，气度庄严。因普智的过错对张小凡多加照顾，曾在青云后山救过他。

- 普德：四大神僧之一。修炼“苦禅”，面色黝黑，声音低沉沙哑。修为在普泓之上。

- 普智：四大神僧之一，剧情开始的关键人物。慈眉善目，临死前传授张小凡佛家心法“大梵般若”。因噬血珠反噬，犯下大错。

- 普空：四大神僧之一，排行最低，年轻时降妖伏魔，使用“浮屠金钵”。年老后领悟佛意，隐居寺中。

- 普方：普字辈僧人。身材高大，痛恨魔教。曾用“浮屠金钵”震塌六狐洞，埋葬碧瑶及其母亲和姥姥。与普智关系深厚，普智死后专心参阅佛经。

- 法相：年轻弟子，皮肤白净，目光明亮，身穿月白袈裟。道行高深，与张小凡一同行动，因普智缘故暗中关心张小凡。

- 法善：法相的师弟。身材高大，浓眉巨目，不怒自威。

### 焚香谷
焚香谷，正道的重要门派，位于南疆，历史达1500年。焚香谷的修炼体系独特，弟子们擅长使用焚香和灵火，实力强大，在正道中地位显赫，与青云门和天音寺共同对抗魔教。
- 云易岚：焚香谷谷主，修为高深，性格稳重，深得门人敬仰。
- 上官策：焚香谷长老，云易岚师弟。百年前一场与南疆蛮族的秘密激战之中，上官策大展神威，震慑蛮族，从此威名远播于南蛮六十三异族之中。在焚香谷里看守玄火坛，本不在世间行走。因为两度失职，导致玄火鉴丢失和玄火坛被毁，最后不得不出世。
- 李洵：焚香谷的天才弟子，修为高深，性格正直，是焚香谷年轻一代的代表人物。
- 燕虹：焚香谷的女弟子，聪明机智，修为不凡，与李洵关系密切。

### 魔教

#### 鬼王宗
鬼王宗是魔教的一支，由鬼王万人往领导。其教众众多，势力庞大。鬼王宗追求力量和统治，常与正道势力发生冲突。
- 万人往：现任鬼王，修为高深，心思缜密，擅长谋略。
- 鬼先生：又称鬼医，神秘莫测的鬼王宗供奉。
- 碧瑶：鬼王之女，深受父亲宠爱，性格坚韧，使用法宝“伤心花”、“合欢铃”。
- 青龙：鬼王宗护法，擅长武功和暗杀，心思缜密。
- 幽姬：鬼王宗护法，擅长用毒和蛊术，手段狠辣。

#### 万毒门
万毒门是魔教的一支，以毒术和蛊术见长。擅使各种毒药和蛊虫，手段狠辣，令人畏惧。
- 毒神：万毒门宗主，江湖人称“老毒物”。道法高深，行事恶毒，心计颇深。使用法宝“万毒归宗袋”，养有异虫“七尾蜈蚣”，练有绝招“腐毒苔”，兽神浩劫前夕寿终正寝。
- 秦无炎：万毒门弟子，心机深沉，善于用毒。

#### 合欢派
擅长魅惑和双修之术。弟子多为女性，以美貌和魅力著称。
- 三妙仙子：合欢派掌门。
- 金瓶儿：合欢派弟子，妖艳美丽，心思毒辣，擅长使用媚术。

#### 炼血堂
曾经强大但已不再重要的魔教分支，800年前由黑心老人创立，张小凡的噬血珠即为其法宝。
- 野狗道人：魔教炼血堂门下，样子古怪，如狗一般，欺软怕硬，恃强凌弱，与张小凡在万蝠古窟中相斗。后与周一仙和小红浪迹天涯。
- 年老大：魔教炼血堂头目，用奇怪法宝赤魔眼。

### 其他
- 周一仙：相术师。形貌清瘦、神采飘逸，看似仙风道骨却没有多少真正的相术，依靠收养的孙女小环四处摆摊赚钱。
- 小环：相术师。可爱美丽，天真善良，喜欢吃冰糖葫芦，在相术之上拥有惊人天赋，后得鬼先生传鬼道。与魔教金瓶儿情同姐妹，爱慕张小凡。
- 玲珑：巫族最后一任巫女，容貌绝丽，法力通天，法宝为玄火鉴。为了研究长生之道用戾气创造了兽神，却与其发生不伦之恋，但又不可能与其在一起，在兽神杀出十万大山，生灵涂炭时以生命将兽神封印在镇魔古洞。
- 兽神：一个身着鲜艳丝绸衣衫的少年，面容英俊的几乎带些妖艳。为玲珑所创，也称兽妖，书中最强大者，曾空手对抗诛仙剑阵。法宝为聚火盆，宠物为饕餮，与张小凡与小白交好。

## 衍生作品

### 續作
- 《诛仙二》，为原作者萧鼎续作，2012年4月1日起在磨铁网更新，2014年5月8日停更。

### 遊戲
- 《誅仙 Online》
- 《誅仙EVO Online》
- 《誅仙手遊》

### 電影
- 《诛仙  I》，2019

### 電視劇
- 《青雲志》，2016

### 動畫
- 《誅仙(動畫)》，2022

## 外部連結
- 起點連載官網